# Vuelo 075 de Aerolift Philippines
El Vuelo 075 de Aerolift Philippines fue un vuelo nacional programado desde el Aeropuerto Internacional Ninoy Aquino, Manila al Aeropuerto de Surigao, Surigao, Filipinas. El 18 de mayo de 1990, el Beechcraft 1900 que operaba el vuelo, se estrelló justo después del despegue, a 1 km (0,62 mi; 0,54 nmi) al sur del aeropuerto Ninoy, falleciendo los 19 pasajeros y los 2 tripulantes, así como una familia de cuatro personas en tierra. El vuelo 75 fue el segundo accidente mortal de un Beechcraft 1900 y sigue siendo el peor accidente con víctimas mortales del Beechcraft 1900C.

## Accidente
El vuelo 075 despegó de la pista 13 del aeropuerto internacional de Manila poco después de las 6:00 a. m., hora local. Durante el despegue, el motor n.º 2 falló. El avión comenzó a virar a la derecha mientras la tripulación avisaba por radio que regresaban al aeropuerto. Con el tren de aterrizaje desplegado y los flaps aún en posición de despegue, el avión impactó contra una casa en el barrio suburbano de Paranaque. Las 21 personas a bordo del avión murieron, y una familia de cuatro que se encontraba dentro de la casa también falleció. Las cuatro víctimas en tierra eran una familia filipina-japonesa, incluidas dos hijas pequeñas de 1 y 4 años, que dormían juntas en el dormitorio de la casa, donde impactó el avión.

## Investigación
Un testigo informó a los investigadores haber visto el motor derecho del Beechcraft expulsando humo inmediatamente antes del accidente. Los investigadores afirmaron que los hallazgos iniciales mostraron que el motor derecho de la aeronave falló y que el avión nunca ganó más de 400 pies de altitud antes de caer al suelo.
Se determinó que la causa probable del accidente fue la imposibilidad de mantener una velocidad y altitud de vuelo adecuadas, debido a la incapacidad del piloto para ejecutar correctamente los procedimientos de emergencia especificados tras una falla del motor en el motor derecho inmediatamente después del despegue. Un factor contribuyente fue la posibilidad de una desorientación espacial.